# 德瓦林
德瓦林（Dwalin）是托尔金小說的虛構人物。
德瓦林是索林·橡木盾（Thorin Oakenshield）和比爾博·巴金斯（Bilbo Baggins）的十二伙伴之一。他的名字取自北歐神話裡的杜華林（Dvalin）。德瓦林是方登（Fundin）之子，巴林之弟。在《哈比人歷險記》裡，對他的描述较少，他是首个抵达袋底洞的矮人。他戴深绿色的帽子、金色的皮帶，蓝色的胡子，與巴林相當要好，會演奏弦樂。當開始旅程時，德瓦林把帽子和斗篷借給比爾博。德瓦林最終在慘烈的五軍之戰中倖存下來，定居於孤山。
他在第四紀元91年去世，終年340歲，對矮人來說非常長壽。

## 改編
在《哈比人電影系列》裡，德瓦林由葛拉罕·麥克塔維什飾演。這個角色有著黑鬍鬚、禿頭及紋身。他的武器是一雙斧頭和一根戰錘。比起他的兄弟巴林，德瓦林更加沉默寡言。

## 外部連結
- 德瓦林 （页面存档备份，存于）在TheOneRing.net上的介紹（英文）
- 德瓦林 （页面存档备份，存于）在時代雜誌上的介紹（英文）